# Asplenium dolomiticum
Asplenium dolomiticum är en svartbräkenväxtart som först beskrevs av Lovis och Reichst., och fick sitt nu gällande namn av A., D. Löve. Asplenium dolomiticum ingår i släktet Asplenium och familjen Aspleniaceae. Inga underarter finns listade.